# SS-Sondereinheit Dirlewanger

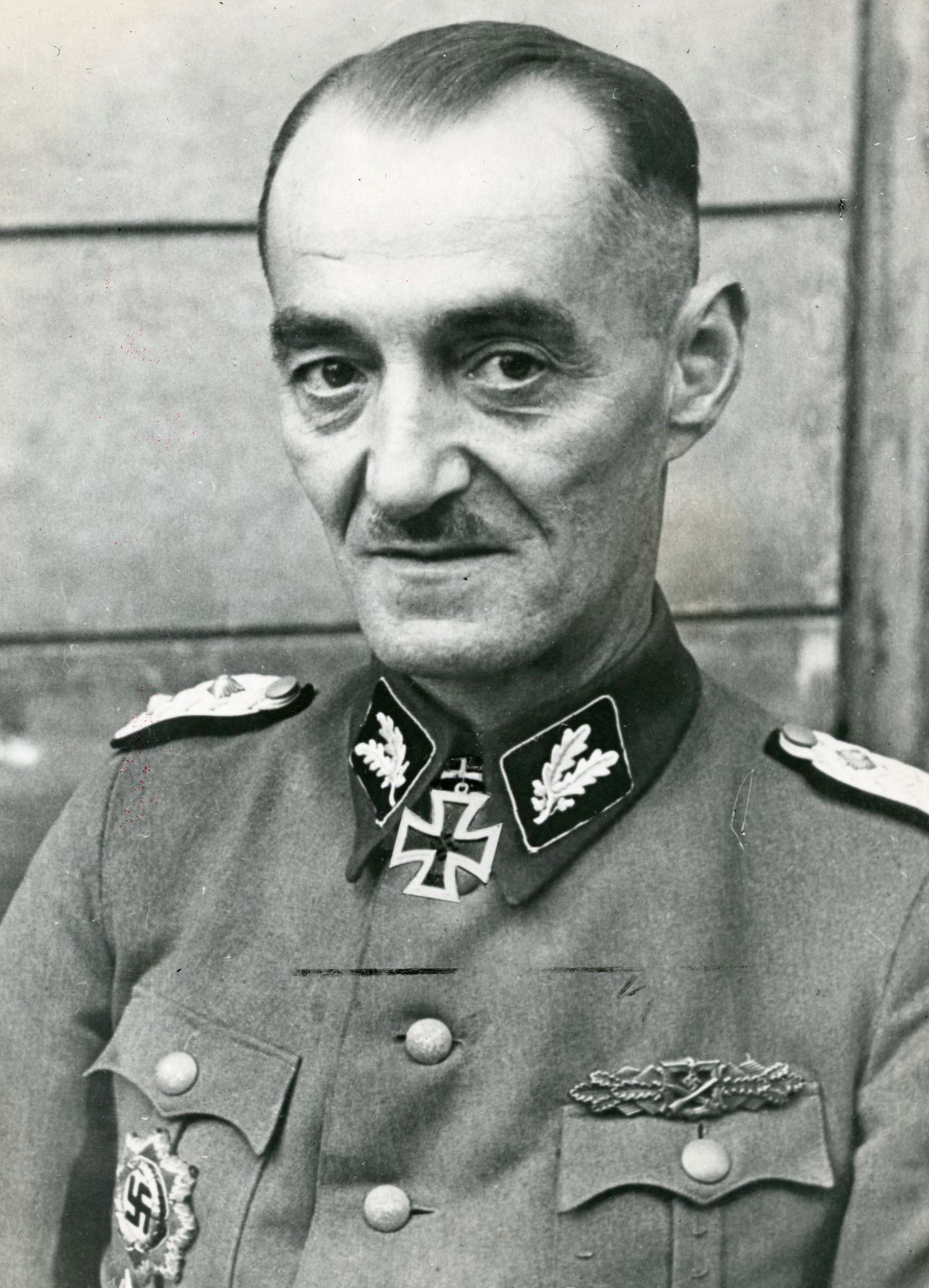
Oskar Dirlewanger, hier SS-Oberführer (1944)

Wappen der Einheit

Die SS-Sondereinheit Dirlewanger, die in großem Ausmaß Kriegsverbrechen beging, wurde ab Mai 1940 auf Betreiben Gottlob Bergers von Reichsführer SS Heinrich Himmler zunächst aus rechtskräftig verurteilten Wilderern als „Wilddiebkommando Oranienburg“ aufgestellt und veränderte dann mit dem ersten Einsatz ab September 1940 ihren Status vom Sonderkommando über Bataillons- und nominelle Regimentsstärke zur Brigade, bis sie im Februar 1945 in die 36. Waffen-Grenadier-Division der SS überführt wurde. Die Führung dieser Einheit lag von Beginn an bei dem mehrfach vorbestraften Oskar Dirlewanger. Von November 1943 bis Januar 1944 führte vorübergehend Erwin Walser die Einheit.

## Die Anzahl der Wilderer in der Sondereinheit
Ab März 1940 betrieb Himmler die Aufstellung einer Scharfschützeneinheit, für die rechtskräftig verurteilte Wilderer aus dem gesamten Reich im KZ Sachsenhausen zusammengezogen werden sollten. Himmler schrieb zu diesem Zweck am 29. März 1940 an den Reichsjustizminister:
„Der Führer verfügt, dass sämtliche Wildschützen, besonders die bayrischer und ostmärkischer Herkunft, die nicht durch Schlingen, sondern durch Jägerei das Gesetz übertreten haben, durch Dienst in der SS angegliederten besonderen Scharfschützenkompanien für die Dauer des Krieges von der Abbüßung ihrer Strafe befreit und bei guter Führung amnestiert werden können.“
Am 14. Mai konnte Himmler die ersten 48 gemeldeten Personen auswählen. Ab Ende Mai 1940 wurden sie von SS-Obersturmführer Oskar Dirlewanger als „Wilddiebkommando Oranienburg“ ausgebildet. Gottlob Berger hatte zuvor als Freund des zweimal rechtskräftig verurteilten Dirlewanger bei Himmler die Einrichtung der Einheit empfohlen und Dirlewanger wieder für „wehrwürdig“ erklären lassen, ehe er im Mai in die Waffen-SS aufgenommen wurde. Von der auf 80 Personen angewachsenen Einheit blieben bei Ausbildungsende 55 Soldaten für das „SS-Sonderkommando Dirlewanger“ übrig. Sie wurden Anfang September 1940 zum Einsatz ins Generalgouvernement nach Lublin in den Bereich des örtlichen SS- und Polizeiführers Odilo Globocnik abgeordnet, wo sie bis Februar 1942 auf knapp 100 Mitglieder angewachsen waren. Im September 1942 wurde die Einheit mit 115 weiteren Wilddieben ergänzt. Für März 1943 kann von etwa 250 Wilddieben als Kern der Formation ausgegangen werden.
Am 3. August 1944 erklärte Himmler vor den Gauleitern in Posen:
„Ich habe mir vom Führer die Genehmigung geben lassen, aus den Gefängnissen Deutschlands alle Wilderer, die Büchsenjäger sind, also die Kugelwilderer, keine Schlingenjäger, herauszuziehen. Das waren ungefähr 2000. Von diesen anständigen und braven Männern leben leider Gottes nur noch 400.“
Diese 2000 Wilderer hat es in der Sondereinheit nachweisbar nie gegeben. Für März 1944 ist beispielsweise von folgendem ungefähren Bestand in Weißrussland auszugehen: Neben den 250 Wilddieben gab es 1200 aus den Konzentrationslagern ausgesuchte gewöhnliche Kriminelle und sogenannte Asoziale, 200 wegen Disziplinarvergehen belangte SS-Soldaten und annähernd 500 russische Hilfskräfte. Von dieser Gesamtstärke von etwa 2150 Mitgliedern waren 881 für den Kampf einsetzbar, nachdem die russischen Hilfskräfte beim Rückzug aus Weißrussland im Juni 1944 zurückgelassen worden waren.

## Truppenstärken-Änderungen und Verbrechen
Während des ersten Einsatzes im Generalgouvernement von September 1940 bis Januar 1942 war dort mit Partisanen nicht zu rechnen. Das Kommando überwachte den Arbeitseinsatz von Juden, die in Lagern untergebracht waren. Dirlewanger und seine Männer verhielten sich jedoch derart, dass die Justiz der SS selbst ein Verfahren gegen die Einheit einleiten wollte und sogar die Auflösung des Kommandos erwogen worden sein soll. In 11 Anklagepunkten wurden etwa 30 Vergehen – Giftmord an Juden, Diebstahl, Raub, Schwarzhandel, Korruption, Misshandlungen, Vergewaltigung – aufgezählt, deren sich Dirlewanger und die Einheit schuldig gemacht haben sollten. Außerdem soll Dirlewanger sich mit der Dolmetscherin Sarah Bergmann, die auch seine Haushälterin war, aber wegen Diebstahls verhaftet worden war, auf ein so genanntes rassenschänderisches Verhältnis eingelassen haben. Das von Globocnik und Friedrich-Wilhelm Krüger angestrengte Verfahren wurde vereitelt, und auf Betreiben Gottlob Bergers wurden die inzwischen knapp 100 Männer der Einheit ab Februar 1942 ihrer Bestimmung entsprechend zur Partisanenbekämpfung nach Weißrussland versetzt.
Ab 11. November 1942 trug sie nach Aufstockung die Bezeichnung „SS-Sonderbataillon Dirlewanger“, Ende 1943 bzw. ab 19. März 1944 wurde sie zum „SS-Sonderregiment Dirlewanger“. Im Juli 1944 wurde das Regiment zur „SS-Sturmbrigade Dirlewanger“. Curt von Gottberg, in dessen Befehlsbereich in Weißrussland Dirlewangers Einheit eingebunden war, hatte in einem Befehl vom 1. August 1943 verfügt, dass die Gesamtbevölkerung aus den Kampfgebieten zu entfernen sei, damit aus diesen „tote Zonen“ würden. Die Sondereinheit kämpfte also nicht nur gegen Partisanen, sondern ihr fielen auch etwa 30.000 russische Bauern und Juden zum Opfer. Eine große Anzahl von Dörfern wurde niedergebrannt. Die Dorfbewohner wurden meist erschossen oder mit ihren Häusern verbrannt, später oft wegen des Arbeitskräftemangels in Deutschland oder am Ort selbst als Zwangsarbeiter rekrutiert, was besonders Frauen betraf. Ein Schreiben Dirlewangers an den Adjutanten Gottlob Bergers vom März 1944 dokumentiert ein Entgelt von je zwei Flaschen Schnaps pro Frau für insgesamt zehn Zwangsarbeiterinnen, die Dirlewanger für das SS-Hauptamt „beschaffte“. Laut Abschlussbericht Curt von Gottbergs zur „Aktion Cottbus“ vom 28. Juni 1943 hatte sich Dirlewangers „Entminungsapparat“ vollauf bewährt: Einheimische wurden über minenverdächtige Straßen getrieben, um Minenfelder für das Fortkommen der eigenen Leute unschädlich zu machen. Die „Bandenbekämpfung“ war begleitet von Massenvergewaltigungen und weiteren Exzessen, die Opfer waren häufig minderjährige Frauen und Kinder, zum Beispiel in Chatyn am 22. März 1943. Teilweise war auch Gottlob Berger hieran beteiligt, der eigens aus Berlin anreiste. Er war es auch, der weiterhin Dirlewanger vor Kritik schützte. Was sich dort abspielte, wurde ohne Dokumentationsabsicht Grundlage für den 1985 erschienenen Antikriegsfilm Komm und sieh.
Als Oskar Dirlewanger im Dezember 1943 ein Orden verliehen werden sollte, hatte Dirlewangers Einheit nach den Angaben im Verleihungsantrag 15.000 „Banditen vernichtet“, 1.100 Gewehre erbeutet und 92 Tote in den eigenen Reihen zu verzeichnen. Das Verhältnis der Zahlen dokumentiert, dass bei den Einsätzen der Dirlewanger-Einheit überwiegend unbewaffnete Zivilisten systematisch ermordet wurden. Im „Selbstverwaltungsbezirk Lokot“ bekämpfte das Kommando zusammen mit der „Kaminski-Brigade“ weiter Partisanen.
1943 bestand folgende Gliederung:
- Stabskompanie mit Kradschützenzug
- 1. (deutsche) Kompanie
- 2. (Rekruten-)Kompanie (KZ-Häftlinge)
- 3. (Rekruten-)Kompanie (KZ-Häftlinge)
- 4. (russische) Kompanie
- 5. (russische) Kompanie

Anfang Oktober 1944 schlug Egon Zill vor, ausgesuchte KZ-Häftlinge in den Dienst der Waffen-SS zu stellen. Der Vorschlag wurde von Dirlewanger aufgegriffen und führte zur Überstellung von Häftlingen in die Sondereinheit. Darunter befanden sich auch politische Häftlinge.
Im selben Jahr wurden auch zwei aserbaidschanische Einheiten sowie weitere knapp 3.000 muslimische Soldaten aus dem Nordkaukasus der Sondereinheit Dirlewanger angegliedert.
Beim Einsatz zur Niederschlagung des Warschauer Aufstands am 4. August 1944 kam es zur Abstellung eines großen Kontingents von Insassen der SS-Strafvollzugsanstalt Danzig-Matzkau.

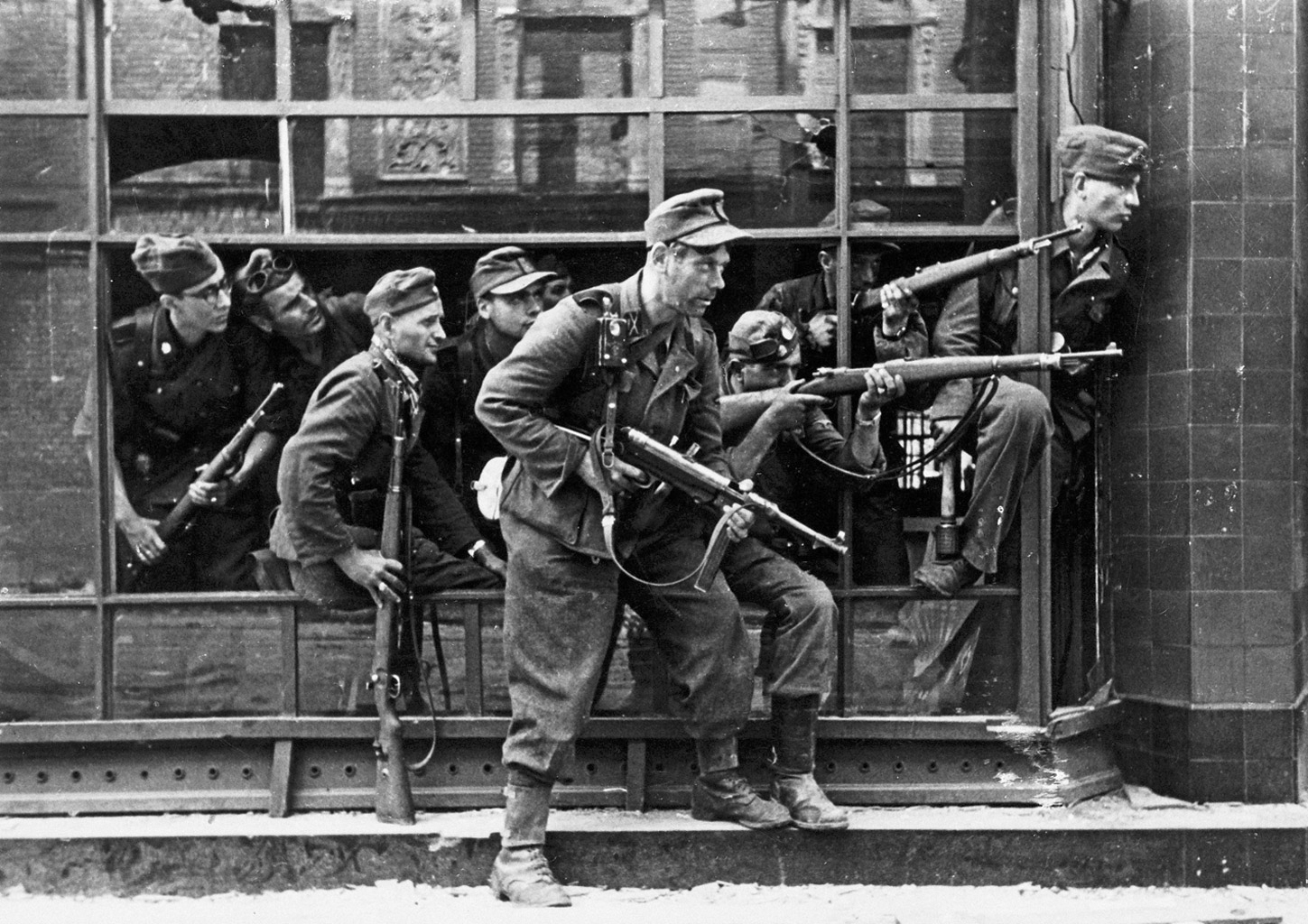
Angehörige der Waffen-SS, darunter Soldaten der Sondereinheit Dirlewanger, in Warschau. Aufnahme eines SS-Kriegsberichterstatters (August 1944)

Der Einsatz der zur „Sturmbrigade“ gewordenen Sondereinheit bei der Niederschlagung des Warschauer Aufstandes kostete vom 4. August bis Mitte Oktober 1944 weitere 30.000 Partisanen, Männer, Frauen und Kinder das Leben. In Warschau zeigte die Einheit im Rahmen des Massakers von Wola erneut ihre selbst für SS-Einheiten außerordentliche Grausamkeit und Brutalität. Massenerschießungen, Folter von Gefangenen, Plünderungen, Vergewaltigungen, Verbrechen an Kindern und Alkoholexzesse sind durch Augenzeugenberichte von Angehörigen der Wehrmacht belegt. Dirlewangers Einheit – im Arbeiterbezirk Wola eingesetzt – benutzte beim Angriff auf feindliche Stellungen erstmals Frauen und Kinder als „lebende Schutzschilde“. Das Ziel, jede Spur einer Erinnerung an polnische Identität zu vernichten, habe aus Warschau „eines der größten Beinhäuser des Zweiten Weltkrieges“ gemacht.
Zwei Monate später wurde das SS-Sonderregiment Dirlewanger zur Bekämpfung des Slowakischen Nationalaufstandes eingesetzt, im Dezember kämpfte es in der Umgebung von Budapest gegen die vorrückende Rote Armee. Angesichts der drohenden Niederlage und der hohen Verluste hatte Dirlewanger bei der Rekrutierung auch auf politische Häftlinge aus Konzentrationslagern zurückgegriffen. Im Oktober 1944 begann er mit Genehmigung Himmlers in den Konzentrationslagern reichsdeutsche Häftlinge zu rekrutieren, die sich „innerlich gewandelt“ und den Wunsch hätten, der Wehrmacht beizutreten und für das Großdeutsche Reich zu kämpfen. Weitere Rekrutierungen dieser Art fanden im März und im April 1945 statt. Der Versuch schlug allerdings fehl, da die Mehrzahl der so rekrutierten Häftlinge gleich beim ersten Fronteinsatz versuchte, zur Roten Armee zu gelangen. Vom 12. bis 14. Dezember 1944 wechselte so in Ungarn fast das gesamte 3. Bataillon des 2. Regimentes die Front. Unter ihnen waren auch aus dem KZ Sachsenhausen und Dachau rekrutierte politische Häftlinge. Von 770 politischen Häftlingen gelang etwa 500 der Übertritt, etwa 200 wurden exekutiert. Ein weiterer kollektiver Frontwechsel fand im Februar 1945 statt – zu den Überläufern gehörte das spätere SED-Politbüromitglied Alfred Neumann.

## Die Bedeutung von Wilddieben beim Kampfeinsatz
In der von Himmler angegebenen, aber nie erreichten Zahl von 2000 Wilddieben und der Beschreibung der Soldaten als „anständige und brave Männer“ zeigt sich die Hochschätzung der mit Gewehr jagenden Wilderer, die in der Volksüberlieferung eine lange Tradition hat. Gleichzeitig gibt Himmler etwas von dem wieder, worin er seinem Vorbild Heinrich I. nicht nachstehen wollte. Dessen Chronist berichtet:
„König Heinrich war zwar gegenüber Fremden sehr streng, gegenüber seinen Landsleuten aber in allen Fällen mild; sooft er daher sah, dass ein Dieb oder Räuber ein tapferer Mann und zum Krieg geeignet sei, erließ er ihm die gebührende Strafe, versetzte ihn in die Vorstadt von Merseburg, gab ihm Acker und Waffen, befahl ihm, die Bürger zu schonen, gegen die Barbaren (= Slawen) aber, so viel sie sich getrauten, Raubzüge zu unternehmen. Die solchermaßen gesammelte Menschenschar bildete eine vollständige Heerschar zum Kriegszug.“
Auf einer Gruppenführertagung vom 11. bis zum 15. Juni 1941, einige Tage vor Beginn des Überfalls auf die Sowjetunion, hatte Himmler dessen Zweck angegeben: „die Dezimierung der slawischen Bevölkerung um dreißig Millionen“. Nach der Zeugenaussage Erich von dem Bachs hatte die auf der Wewelsburg erwähnte Sondereinheit Dirlewanger „wirklich in diesem Sinne tätig zu sein“. Die Einheit habe „offiziell aus sogenannten Wilddieben“ bestanden, aber „zum größten Teil aus vorbestraften Verbrechern“.
Die Geschichte der Einheit, von der beim Suchdienst des Roten Kreuzes Akten von 634 Überlebenden angelegt wurden, ist juristisch im Unterschied zu den Einsatzgruppen der Sicherheitspolizei und des SD, die ähnliche Aufgaben erledigten, nicht aufgearbeitet worden. Ihre Opferzahlen werden mit 60.000 Toten in Osteuropa, zumeist Zivilisten, angegeben. Christian Ingrao untersuchte 2006 vor allem den Wilddiebcharakter der Einheit und stellt fest, dass dieser dem entsprach, was Ministerialrat Günther Joel aus einem Gespräch mit Hermann Göring am 24. September 1942 festhielt. Im Osten seien Banden „passionierter“ Schmuggler einzusetzen, die dort „töten, brandschatzen, vergewaltigen, schänden“ können, unter der Voraussetzung, dass sie bei der Rückkehr sofort unter strenge Überwachung gestellt würden. Curt von Gottberg nannte in seinem Befehl vom 1. August 1943, mit dem die Kampfgebiete in „tote Zonen“ zu verwandeln waren, dort noch angetroffene Menschen „Freiwild“, das entsprechend zu jagen und zu vernichten war. Himmler erklärte in einer Rede am 5. Mai 1944 vor Generälen in Sonthofen:
„Die Judenfrage ist in Deutschland und im allgemeinen in den von Deutschland besetzten Ländern gelöst. […] In dieser Auseinandersetzung mit Asien müssen wir uns daran gewöhnen, die Spielregeln und die uns lieb gewordenen und uns viel näher liegenden Sitten vergangener europäischer Kriege zur Vergessenheit zu verdammen. Wir sind m. E. auch als Deutsche bei allen so tief aus unserer aller Herzen kommenden Gemütsregungen nicht berechtigt, die haßerfüllten Rächer groß werden zu lassen, damit dann unsere Kinder und Enkel sich mit denen auseinandersetzen müssen, weil wir, die Väter oder Großväter, zu schwach und zu feige waren und ihnen das überließen.“
Die Sondereinheit Dirlewanger handelte jenseits aller „Spielregeln“ und bestand nicht ausschließlich aus Wilddieben, wie die tatsächliche Zusammensetzung der Einheit zeigt. Die Mehrheit aller gegen „Asien“ kämpfenden deutschen Einheiten hielt sich im „totalen Krieg“ im Osten an das ursprünglich nur Wilddieben jenseits des Zivilisationsrandes zugestandene Verhalten, indem alles vernichtet wurde, was sich bewegte. Denn für Himmler und einen Großteil der Generalität der Wehrmacht hieß „Asien“ schon 1941 „Untermenschentum“ und „Niederrassen“. Das gilt auch für Himmlers Rede am 21. September 1944 zum Warschauer Aufstand:
„Wie ich die Nachricht von dem Aufstand in Warschau hörte, ging ich sofort zum Führer. Ich darf Ihnen das als Beispiel sagen, wie man eine solche Nachricht in aller Ruhe auffassen muss. Ich sagte: ‚Mein Führer, der Zeitpunkt ist unsympathisch. Geschichtlich gesehen ist es ein Segen, dass die Polen das machen. Über die fünf, sechs Wochen kommen wir hier weg. Dann aber ist Warschau, die Hauptstadt, der Kopf, die Intelligenz dieses ehemaligen 16-, 17-Millionenvolkes ausgelöscht, dieses Volkes, das uns seit 700 Jahren den Osten blockiert und uns seit der ersten Schlacht bei Tannenberg im Wege liegt. Dann wird das polnische Problem für unsere Kinder und für alle, die nach uns kommen, ja schon für uns kein großes Problem mehr sein.‘ Außerdem habe ich gleichzeitig den Befehl gegeben, dass Warschau restlos zerstört wird. Meine Herren! Sie können nun denken, ich sei ein furchtbarer Barbar. Wenn Sie so wollen: ja, das bin ich, wenn es sein muss. Der Befehl lautete: jeder Häuserblock ist niederzubrennen und zu sprengen, so dass sich in Warschau keine Etappe mehr festnisten kann.“
Bei der Aufstellung der 36. Waffen-Grenadier-Division der SS im Februar 1945 verschwand der Name Dirlewangers, wenn er auch inoffiziell weiter mit der Division verbunden blieb. Bei keiner anderen Kampfeinheit war der Name des Truppenführers so eng mit dem seiner Einheit verschmolzen. Seine Sonderrolle verdankte er seiner in den Ersten Weltkrieg zurückreichenden Freundschaft mit Gottlob Berger, über den er mit der SS-Führung verbunden war.

## Aufarbeitung nach 1945
Von 35 bei der Justiz in den 1960er Jahren angelegten Strafverfolgungsdossiers führte nur eines zur Anklage und zur Verurteilung, und zwar von vier ehemaligen Sondereinheitsangehörigen, wegen der Beteiligung an Straftaten gegenüber jüdischen Arbeitslagerhäftlingen.
Das österreichische Rote Kreuz übergab 2008 dem Museum des Warschauer Aufstandes bisher unbekannte Daten über die SS-Einheit. Auf rund 100 Karteikarten sind Namen von Soldaten und ihre Adressen verzeichnet. Die Mitarbeiter der Gedenkstätte stellten fest, dass einige von ihnen noch zum damaligen Zeitpunkt unter ihren alten Adressen erreichbar waren. Der Nazijäger Efraim Zuroff, Leiter des Simon Wiesenthal Centers, plädierte für eine strafrechtliche Verfolgung und Aufarbeitung der Bekämpfung der Aufständischen in Warschau und des Massakers an der Zivilbevölkerung im Stadtteil Wola. Nach einem Bericht der „Frankfurter Rundschau“ vom 5. Juni 2008 habe die Aufarbeitung in Polen deshalb so lange auf sich warten lassen, weil für das kommunistische Regime der Aufstand der Polnischen Heimatarmee (AK) ein Tabuthema gewesen sei. Das Institut für Nationales Gedenken (IPN) strebe Ermittlungsverfahren gegen die etwa zehn noch Lebenden der „Sturmbrigade“ an.

## Bekannte Angehörige der Einheit (Auswahl)
Nach dem Attentat auf Hitler strafversetzte Wehrmachtssoldaten
- ehemaliger Oberst der Wehrmacht Walther von Uckermann: nach einem kritischen Brief an Hitler Frühjahr 1944 im Juli 1944 degradiert, aus der Wehrmacht entlassen und als SS-Grenadier der Sondereinheit zugeteilt, starb bei Kampfhandlungen
- ehemaliger Oberst der Wehrmacht und Springreiter Harald Momm: Freund von Oberst Claus Schenk Graf von Stauffenberg und durch abfällige Aussagen aufgefallen, im Juli 1944 degradiert und der Sondereinheit zugeteilt, wurde noch SS-Hauptsturmführer und nach dem Krieg als Oberst rehabilitiert

Weitere strafversetzte Militärangehörige
- ehemaliger SS-Obersturmbannführer Kurt Neifeind: aufgrund „Versagens“ im Sommer 1944 zum Tode verurteilt, wurde dann aber degradiert und zur Sondereinheit zwangsversetzt, starb bei Kampfhandlungen
- ehemalige SS-Oberführer Julian Scherner: nach Verurteilung durch ein SS-Ehrengericht im Oktober 1944 zum Hauptsturmführer degradiert und zur Frontbewährung in die Sondereinheit versetzt, starb bei Kampfhandlungen
- SS-Brigadeführer Rudolf Weiß: wurde nach seiner Flucht vor den anrückenden Alliierten im Oktober 1944 zur Sondereinheit zwangsversetzt, starb bei Kampfhandlungen
- ehemaliger Oberst der Wehrmacht Werner Kiewitz: als Begleitoffizier soll er dem inhaftierten belgischen König Leopold III. zu viele Freiheiten ermöglicht haben, sodass er im November 1944 zum Hauptmann degradiert und in die Sondereinheit zwangsversetzt wurde
- ehemaliger SS-Obersturmbannführer Bruno Gesche: wurde aufgrund mehrfacher Alkoholverfehlung im Dezember 1944 zum SS-Unterscharführer degradiert und zur Sondereinheit zwangsversetzt
- ehemaliger Polizist Werner Helfen: im Dezember 1944 nach seiner Flucht begnadigt und zur Sondereinheit einberufen, entging der Einberufung durch die erneute Flucht

Weitere Angehörige
- NSDAP-Politiker Siegfried Polack
- SS-Obersturmführer Theodor Krätzer
- Alfred Böhm: im November 1944 in die Sondereinheit zwangsversetzt, konnte im Dezember 1944 durch sein Agitieren ein Überlaufen von Angehörigen der Einheit zur Roten Armee erreichen
- Günther Wackernagel: politischer KZ-Häftling, im November 1944 in die Sondereinheit zwangsversetzt.